# أيمن كلزية
أيمن كلزية هو رياضي سوري من مواليد 7 كانون الثاني 1993. سباح سوري مثّل سوريا في بطولة العالم للرياضات المائية في الأعوام 2013 و2015 و2017 و2019. حقق كلزية رقماً سورياً جديداً عندما قطع مسافة سباق 200 متر فراشة في عام 2018 ليتأهل ويشارك في سباق 100 متر فراشة للرجال في الاتحاد الدولي للسباحة (25 مترًا) التي أقيمت في مدينة هانغتشو بالصين. كما شارك في سباق 200 متر فراشة للرجال. مثل سوريا في بطولة العالم للألعاب المائية 2019 في جوانجو بكوريا الجنوبية. كما شارك في سباقي 100 متر فراشة رجال و200 متر فراشة رجال، وفي كلا الحدثين لم يتقدم للمنافسة في نصف النهائي.
يشارك أيمن في أولمبياد طوكيو 2020 ممثلا لسوريا.